# Gerd Frähmcke
Gerd Frähmcke (* 22. September 1950 in Itzehoe) ist ein ehemaliger deutscher Hindernis- und Langstreckenläufer.
Bei den Crosslauf-Weltmeisterschaften 1973 in Waregem kam er auf den 56. Platz.
1974 belegte er bei den Crosslauf-WM in Monza Rang 44 und wurde bei den Leichtathletik-Europameisterschaften in Rom Siebter über 3000 m Hindernis. Im Jahr darauf erreichte er bei den Crosslauf-WM 1975 in Rabat nicht das Ziel.
Bei den Olympischen Spielen 1976 in Montreal gab er im Vorlauf über 3000 m Hindernis wegen einer Verletzung auf.
Gerd Frähmcke startete für die LG Itzehoe.

## Persönliche Bestzeiten
- 3000 m: 7:53,2 min, 5. August 1975, Koblenz
- 5000 m: 13:39,6 min, 21. Mai 1976, Köln
- 10.000 m: 28:45,8 min, 19. Mai 1975, Bonn
- 3000 m Hindernis: 8:19,44 min, 8. Juni 1976, Stockholm